# 龍造寺胤久
龍造寺胤久（1500年－1539年9月15日）是日本戰國時代武將。肥前國人龍造寺氏第17代當主。

## 經歷
在明應9年（1500年）出生。受肥前有力大名西千葉家的千葉胤勝下賜偏諱而改名為胤久。受叔父‧水江龍造寺氏的龍造寺家兼的輔佐，不過實權亦被家兼掌握，自身幾乎等同傀儡。亦受到千葉氏和少弐氏的影響。參與享祿3年（1530年）的田手畷之戰，不過實際決策的是家兼等人。在天文8年8月3日（1539年9月15日）逝世。享年39歲。